# Tachina nearctica
Tachina nearctica là một loài ruồi trong họ Tachinidae.